# Хурай-Хобок
Ху́рай-Хобо́к (бур. Хуурай Хобог) — улус в Тункинском районе Бурятии. Административный центр сельского поселения «Толтой».

## География
Улус расположен в Тункинской долине, в 53 км к северо-востоку от районного центра, села Кырен, в 10 км к югу от подножия Тункинских гольцов, на 20-м километре автодороги 03К-033 Зактуй — Аршан. К юго-западу от Хурай-Хобока расположена низменность, на которой лежат Койморские озёра.

## Население
| 2002 | 2010 |
| ---- | ---- |
| 648  | ↘630 |

## Люди, связанные с селом
- Жамбыл Ешеевич Тулаев — Герой Советского Союза, снайпер Великой Отечественной войны; после войны был председателем местного колхоза и секретарём Толтойского сельсовета; умер в 1961 году в Хурай-Хобоке; похоронен в Тагархае.
- Хоборков, Цырен Лобсанович (1912―—?) ― советский бурятский певец, Заслуженный артист РСФСР, Народный артист Бурят-Монгольской АССР[4].